# Fußball-Club St. Pauli von 1910 2000-2001
Questa voce raccoglie le informazioni riguardanti il Fußball-Club St. Pauli von 1910 nelle competizioni ufficiali della stagione 2000-2001.

## Stagione
Nella stagione 2000-2001 il St. Pauli, allenato da Dietmar Demuth, concluse il campionato di 2. Bundesliga al 3º posto e fu promosso in Bundesliga. In Coppa di Germania il St. Pauli fu eliminato al secondo turno dallo Schalke 04.

## Rosa
| N. |                           | Ruolo | Calciatore         |
| -- | ------------------------- | ----- | ------------------ |
| 1  | Austria (bandiera)        | P     | Heinz Weber        |
| 2  | Germania (bandiera)       | D     | André Trulsen      |
| 3  | Germania (bandiera)       | C     | Christian Rahn     |
| 4  | Germania (bandiera)       | C     | Thomas Puschmann   |
| 5  | Croazia (bandiera)        | D     | Zlatko Bašić       |
| 6  | Germania (bandiera)       | C     | Markus Lotter      |
| 7  | Germania (bandiera)       | C     | Holger Wehlage     |
| 8  | Germania (bandiera)       | D     | Henning Bürger     |
| 9  | Germania (bandiera)       | A     | Marcel Rath        |
| 10 | Germania (bandiera)       | C     | Thomas Meggle      |
| 11 | Polonia (bandiera)        | A     | Marek Trejgis      |
| 12 | Germania (bandiera)       | D     | Markus Ahlf        |
| 13 | Rep. del Congo (bandiera) | D     | Jean Tsoumou-Madza |
| 14 | Germania (bandiera)       | C     | Fabian Gerber      |

| N. |                                 | Ruolo | Calciatore          |
| -- | ------------------------------- | ----- | ------------------- |
| 15 | Bosnia ed Erzegovina (bandiera) | C     | Zlatan Bajramović   |
| 16 | Germania (bandiera)             | C     | Tim Gutberlet       |
| 17 | Croazia (bandiera)              | A     | Ivan Klasnić        |
| 18 | Iran (bandiera)                 | C     | Ali Reza Mansourian |
| 19 | Germania (bandiera)             | D     | Piotr Staczek       |
| 20 | Germania (bandiera)             | P     | Simon Henzler       |
| 21 | Germania (bandiera)             | D     | Holger Stanislawski |
| 22 | Germania (bandiera)             | D     | Daniel Scheinhardt  |
| 24 | Germania (bandiera)             | A     | Toralf Konetzke     |
| 26 | Turchia (bandiera)              | D     | Deniz Barış         |
| 27 | Germania (bandiera)             | A     | Nico Patschinski    |
| 28 | Germania (bandiera)             | D     | Dubravko Kolinger   |
| 29 | Germania (bandiera)             | D     | Jens Matthies       |

## Organigramma societario
Area tecnica
- Allenatore: Dietmar Demuth
- Allenatore in seconda:
- Preparatore dei portieri:
- Preparatori atletici: Ronald Wollmann

## Calciomercato

### Sessione estiva
| Acquisti | Acquisti            | Acquisti          | Acquisti |
| R.       | Nome                | da                | Modalità |
| -------- | ------------------- | ----------------- | -------- |
| D        | Dubravko Kolinger   | Kickers Offenbach |          |
| D        | Zlatko Bašić        | RW Oberhausen     |          |
| C        | Tim Gutberlet       | Darmstadt         |          |
| P        | Simon Henzler       | Meppen            |          |
| C        | Ali Reza Mansourian | Apollōn Smyrnīs   |          |
| D        | Jens Matthies       | Harburger TB      |          |
| C        | Thomas Meggle       | Monaco 1860       |          |
| A        | Nico Patschinski    | Greuther Fürth    |          |
| A        | Marcel Rath         | Energie Cottbus   |          |
| D        | Daniel Scheinhardt  | RW Oberhausen     |          |
| P        | Heinz Weber         | Wacker Innsbruck  |          |

| Cessioni | Cessioni         | Cessioni           | Cessioni |
| R.       | Nome             | a                  | Modalità |
| -------- | ---------------- | ------------------ | -------- |
| D        | Stephan Hanke    | Siirtspor          |          |
| C        | Cem Karaca       | Yozgatspor         |          |
| D        | Steffen Karl     | Vålerenga          |          |
| A        | Marcus Marin     | Fortuna Düsseldorf |          |
| A        | Miguel Pereira   | Monaco 1860 II     |          |
| C        | Andrey Polunin   | Rot-Weiss Essen    |          |
| P        | Carsten Wehlmann | Amburgo            |          |

### Sessione invernale
| Acquisti | Acquisti        | Acquisti        | Acquisti |
| R.       | Nome            | da              | Modalità |
| -------- | --------------- | --------------- | -------- |
| A        | Toralf Konetzke | Energie Cottbus |          |

| Cessioni | Cessioni | Cessioni | Cessioni |
| R.       | Nome     | a        | Modalità |
| -------- | -------- | -------- | -------- |

## Risultati

### 2. Bundesliga

#### Girone di andata
| Arbitro: | Perl |

|                                         |           |                                                                          |
| Karp 28’ (rig.) Feinbier 44’ Canale 46’ | Marcatori | 11’, 38’ (rig.) Klasnić 69’, 89’ Trulsen 85’ Bajramović 90’ (aut.) Krohm |

| Arbitro: | Fleischer |

|                                                            |           |  |
| Trulsen 25’ Klasnić 30’ Rahn 37’ Stanislawski 45’ Rath 82’ | Marcatori |  |

| Arbitro: | Haupt |

|                         |           |  |
| Hoffmann 68’ Djappa 89’ | Marcatori |  |

| Arbitro: | Frank |

|                                               |           |  |
| Meggle 16’ Rath 25’ Bajramović 85’ Lotter 90’ | Marcatori |  |

| Arbitro: | Lange |

|                                                           |           |            |
| Scheinhardt 3’ (aut.) Milovanovic 22’ Drsek 34’ Wedau 63’ | Marcatori | 33’ Meggle |

| Arbitro: | Jansen |

|                        |           |  |
| Wehlage 49’ Meggle 61’ | Marcatori |  |

| Arbitro: | Kircher |

|                                               |           |                             |
| Osthoff 11’ Demo 58’ van Lent 59’ Nielsen 89’ | Marcatori | 16’ Klasnić 51’ Patschinski |

| Arbitro: | Schmidt |

|                            |           |                                 |
| Meggle 3’, 24’ Klasnić 41’ | Marcatori | 68’ Surmann 71’, 74’ Hasenhüttl |

| Arbitro: | Späker |

|                  |           |                                   |
| Skela 20’ (rig.) | Marcatori | 57’ Meggle 61’ Klasnić 88’ Lotter |

| Arbitro: | Scheppe |

|                            |           |                      |
| Patschinski 2’ Klasnić 32’ | Marcatori | 47’ Tiéku 87’ Cartus |

| Osnabrück 5 novembre 2000, ore 15:00 CET 11ª giornata | Osnabrück | 0 – 0 referto | St. Pauli | Stadion an der Bremer Brücke (16 000 spett.)\| Arbitro: \| Fröhlich \| |
| Arbitro:                                              | Fröhlich  |               |           |                                                                        |

| Arbitro: | Sippel |

|            |           |  |
| Meggle 30’ | Marcatori |  |

| Arbitro: | Schößling |

|                   |           |                                       |
| Vier 37’ Judt 40’ | Marcatori | 3’ Klasnić 57’ Meggle 75’ Patschinski |

| Arbitro: | Heynemann |

|                          |           |                      |
| Rath 74’ Patschinski 89’ | Marcatori | 54’ Thurk 60’ Ziemer |

| Arbitro: | Pickel |

|                                         |           |                          |
| Rath 28’ Hildmann 61’ (aut.) Lotter 90’ | Marcatori | 27’ (rig.), 45’, 82’ Xie |

| Arbitro: | Kinhöfer |

|           |           |            |
| Šimák 11’ | Marcatori | 68’ Lotter |

| Arbitro: | Weiner |

|            |           |  |
| Lotter 48’ | Marcatori |  |

#### Girone di ritorno
| Arbitro: | Kircher |

|                    |           |                        |
| Rath 16’, 57’, 78’ | Marcatori | 30’ Feinbier 71’ Sopić |

| Arbitro: | Minskowski |

|                      |           |            |
| Montero 8’ Teber 89’ | Marcatori | 90’ Meggle |

| Arbitro: | Jansen |

|          |           |  |
| Rath 37’ | Marcatori |  |

| Arbitro: | Gagelmann |

|  |           |                      |
|  | Marcatori | 34’ Wehlage 55’ Rath |

| Arbitro: | Schößling |

|                   |           |  |
| Keidel 45’ (aut.) | Marcatori |  |

| Arbitro: | Kreyer |

|                                         |           |                                      |
| Wichniarek 4’ Dammeier 53’ Labbadia 89’ | Marcatori | 56’ Patschinski 58’ Rath 66’ Klasnić |

| Arbitro: | Koop |

|  |           |                           |
|  | Marcatori | 37’ (aut.) Ahlf 86’ Houdt |

| Arbitro: | Haupt |

|                                                                               |           |              |
| Amanatidīs 41’ Azzouzi 45’ (rig.) Scheinhardt 56’ (aut.) Felgenhauer 70’, 81’ | Marcatori | 61’ Konetzke |

| Arbitro: | Margenberg |

|                                    |           |  |
| Rath 27’ Kolinger 66’ Konetzke 85’ | Marcatori |  |

| Arbitro: | Keßler |

|               |           |  |
| Hutwelker 45’ | Marcatori |  |

| Arbitro: | Kinhöfer |

|                                |           |                                               |
| Konetzke 64’ Meggle 75’ (rig.) | Marcatori | 15’ Weiland 24’ Brinkmann 26’ Rosen 90’ Petri |

| Arbitro: | Frank |

|                    |           |                                                 |
| de Haar 72’ (rig.) | Marcatori | 6’ (rig.), 31’ Meggle 20’ Stanislawski 81’ Rath |

| Arbitro: | Lange |

|                                 |           |          |
| Konetzke 12’ Rath 20’, 42’, 82’ | Marcatori | 3’ Weber |

| Arbitro: | Weiner |

|           |           |            |
| Ipoua 77’ | Marcatori | 23’ Meggle |

| Arbitro: | Albrecht |

|  |           |            |
|  | Marcatori | 11’ Bürger |

| Arbitro: | Fleischer |

|                              |           |                         |
| Stanislawski 51’ Klasnić 82’ | Marcatori | 14’ Schäfer 30’ Kaufman |

| Arbitro: | Krug |

|          |           |                        |
| David 9’ | Marcatori | 45’ Kolinger 76’ Barış |

### Coppa di Germania
| Arbitro: | Späker |

|                |           |                      |
| Marquinhos 49’ | Marcatori | 32’ Klasnić 38’ Rahn |

| Arbitro: | Keßler |

|            |           |                                 |
| Meggle 44’ | Marcatori | 8’ Böhme 111’ Büskens 114’ Sand |

## Statistiche

### Statistiche di squadra
| Competizione      | Punti | In casa | In casa | In casa | In casa | In casa | In casa | In trasferta | In trasferta | In trasferta | In trasferta | In trasferta | In trasferta | Totale | Totale | Totale | Totale | Totale | Totale | DR  |
| Competizione      | Punti | G       | V       | N       | P       | Gf      | Gs      | G            | V            | N            | P            | Gf           | Gs           | G      | V      | N      | P      | Gf     | Gs     | DR  |
| ----------------- | ----- | ------- | ------- | ------- | ------- | ------- | ------- | ------------ | ------------ | ------------ | ------------ | ------------ | ------------ | ------ | ------ | ------ | ------ | ------ | ------ | --- |
| 2. Bundesliga     | 60    | 17      | 10      | 5       | 2       | 39      | 21      | 17           | 7            | 4            | 6            | 31           | 31           | 34     | 17     | 9      | 8      | 70     | 52     | +18 |
| Coppa di Germania | -     | 1       | 0       | 0       | 1       | 1       | 3       | 1            | 1            | 0            | 0            | 2            | 1            | 2      | 1      | 0      | 1      | 3      | 4      | -1  |
| Totale            | 60    | 18      | 10      | 5       | 3       | 40      | 24      | 18           | 8            | 4            | 6            | 33           | 32           | 36     | 18     | 9      | 9      | 73     | 56     | +17 |

### Andamento in campionato
| Giornata  | 1 | 2 | 3 | 4 | 5 | 6 | 7 | 8 | 9 | 10 | 11 | 12 | 13 | 14 | 15 | 16 | 17 | 18 | 19 | 20 | 21 | 22 | 23 | 24 | 25 | 26 | 27 | 28 | 29 | 30 | 31 | 32 | 33 | 34 |
| --------- | - | - | - | - | - | - | - | - | - | -- | -- | -- | -- | -- | -- | -- | -- | -- | -- | -- | -- | -- | -- | -- | -- | -- | -- | -- | -- | -- | -- | -- | -- | -- |
| Luogo     | T | C | T | C | T | C | T | C | T | C  | T  | C  | T  | C  | C  | T  | C  | C  | T  | T  | C  | T  | C  | C  | T  | C  | T  | C  | T  | C  | T  | T  | C  | T  |
| Risultato | V | V | P | V | P | V | P | N | V | N  | N  | V  | V  | N  | N  | N  | V  | V  | P  | V  | V  | N  | V  | P  | P  | V  | P  | P  | V  | V  | N  | V  | N  | V  |
| Posizione | 1 | 1 | 5 | 4 | 5 | 4 | 6 | 6 | 3 | 3  | 4  | 3  | 3  | 3  | 4  | 4  | 2  | 2  | 2  | 2  | 2  | 2  | 3  | 3  | 3  | 3  | 3  | 3  | 3  | 3  | 3  | 3  | 3  | 3  |

Legenda:

Luogo: C = Casa; T = Trasferta. Risultato: V = Vittoria; N = Pareggio; P = Sconfitta.

### Statistiche dei giocatori
!! colspan="4" | Totale

| Giocatore        | 2. Bundesliga | 2. Bundesliga | 2. Bundesliga | 2. Bundesliga | Coppa di Germania M. Ahlf | Coppa di Germania M. Ahlf | Coppa di Germania M. Ahlf | Coppa di Germania M. Ahlf | 11       | 0    | 2           | 0          | 0 | 0 | 0 | 0 | 11 | 0 | 2 | 0 |
| Giocatore        | Presenze      | Reti          | Ammonizioni   | Espulsioni    | Presenze                  | Reti                      | Ammonizioni               | Espulsioni                | Presenze | Reti | Ammonizioni | Espulsioni |   |   |   |   |    |   |   |   |
| Z. Bajramović    | 23            | 2             | 6             | 0             | 1                         | 0                         | 0                         | 0                         | 24       | 2    | 6           | 0          |   |   |   |   |    |   |   |   |
| D. Barış         | 13            | 1             | 0             | 0             | 0                         | 0                         | 0                         | 0                         | 13       | 1    | 0           | 0          |   |   |   |   |    |   |   |   |
| Z. Bašić         | 13            | 0             | 1             | 0             | 1                         | 0                         | 0                         | 0                         | 14       | 0    | 1           | 0          |   |   |   |   |    |   |   |   |
| H. Bürger        | 31            | 1             | 13            | 1             | 2                         | 0                         | 2                         | 0                         | 33       | 1    | 15          | 1          |   |   |   |   |    |   |   |   |
| F. Gerber        | 7             | 0             | 0             | 0             | 0                         | 0                         | 0                         | 0                         | 7        | 0    | 0           | 0          |   |   |   |   |    |   |   |   |
| T. Gutberlet     | 0             | 0             | 0             | 0             | 0                         | 0                         | 0                         | 0                         | 0        | 0    | 0           | 0          |   |   |   |   |    |   |   |   |
| S. Henzler       | 2             | 0             | 1             | 0             | 0                         | 0                         | 0                         | 0                         | 2        | 0    | 1           | 0          |   |   |   |   |    |   |   |   |
| I. Klasnić       | 31            | 10            | 2             | 0             | 2                         | 1                         | 0                         | 0                         | 33       | 11   | 2           | 0          |   |   |   |   |    |   |   |   |
| D. Kolinger      | 22            | 2             | 2             | 0             | 0                         | 0                         | 0                         | 0                         | 22       | 2    | 2           | 0          |   |   |   |   |    |   |   |   |
| T. Konetzke      | 11            | 4             | 0             | 0             | 0                         | 0                         | 0                         | 0                         | 11       | 4    | 0           | 0          |   |   |   |   |    |   |   |   |
| M. Lotter        | 29            | 5             | 4             | 0             | 2                         | 0                         | 0                         | 0                         | 31       | 5    | 4           | 0          |   |   |   |   |    |   |   |   |
| A. Mansourian    | 11            | 0             | 0             | 0             | 1                         | 0                         | 0                         | 0                         | 12       | 0    | 0           | 0          |   |   |   |   |    |   |   |   |
| J. Matthies      | 0             | 0             | 0             | 0             | 0                         | 0                         | 0                         | 0                         | 0        | 0    | 0           | 0          |   |   |   |   |    |   |   |   |
| T. Meggle        | 32            | 13            | 14            | 0             | 2                         | 1                         | 0                         | 0                         | 34       | 14   | 14          | 0          |   |   |   |   |    |   |   |   |
| N. Patschinski   | 25            | 5             | 5             | 0             | 2                         | 0                         | 1                         | 0                         | 27       | 5    | 6           | 0          |   |   |   |   |    |   |   |   |
| T. Puschmann     | 6             | 0             | 1             | 0             | 1                         | 0                         | 0                         | 0                         | 7        | 0    | 1           | 0          |   |   |   |   |    |   |   |   |
| C. Rahn          | 28            | 1             | 10            | 1             | 2                         | 1                         | 2                         | 0                         | 30       | 2    | 12          | 1          |   |   |   |   |    |   |   |   |
| M. Rath          | 27            | 15            | 7             | 0             | 2                         | 0                         | 0                         | 0                         | 29       | 15   | 7           | 0          |   |   |   |   |    |   |   |   |
| D. Scheinhardt   | 29            | 0             | 10            | 0             | 2                         | 0                         | 0                         | 0                         | 31       | 0    | 10          | 0          |   |   |   |   |    |   |   |   |
| P. Staczek       | 10            | 0             | 2             | 0             | 1                         | 0                         | 1                         | 0                         | 11       | 0    | 3           | 0          |   |   |   |   |    |   |   |   |
| H. Stanislawski  | 25            | 3             | 4             | 0             | 1                         | 0                         | 0                         | 0                         | 26       | 3    | 4           | 0          |   |   |   |   |    |   |   |   |
| M. Trejgis       | 7             | 0             | 1             | 0             | 1                         | 0                         | 0                         | 0                         | 8        | 0    | 1           | 0          |   |   |   |   |    |   |   |   |
| A. Trulsen       | 27            | 3             | 6             | 0             | 1                         | 0                         | 1                         | 0                         | 28       | 3    | 7           | 0          |   |   |   |   |    |   |   |   |
| J. Tsoumou-Madza | 0             | 0             | 0             | 0             | 0                         | 0                         | 0                         | 0                         | 0        | 0    | 0           | 0          |   |   |   |   |    |   |   |   |
| H. Weber         | 32            | 0             | 0             | 0             | 2                         | 0                         | 0                         | 0                         | 34       | 0    | 0           | 0          |   |   |   |   |    |   |   |   |
| H. Wehlage       | 23            | 2             | 4             | 1             | 2                         | 0                         | 0                         | 0                         | 25       | 2    | 4           | 1          |   |   |   |   |    |   |   |   |